# Judalas
Os judalas, gudalas, godalas ou guezulas foram uma importante  tribo nômade amazigue  do norte da África, pertencente ao grande grupo étnico dos sanhajas saarianos. Viviam ao longo da costa atlântica nos atuais Marrocos e Mauritânia. Sua economia baseava-se na exploração das minas de sal de Ijil e no comércio transaariano. Podem  estar ligados ou mesmo ser parte da antiga tribo dos getulos.

## Geografia
Os judalas viviam na porção sul da atual Mauritânia, ao norte do rio Senegal, e em contato com o oceano Atlântico. Ao sul de seu território, avizinhavam a terra dos negros; ao norte, no Adrar mauritano, viviam seus parentes lantunas e massufas. Como os demais sanhajas, os judalas eram essencialmente nômades, condutores de camelos, e possuíam rápidos dromedários. Porém, tinham uma cidade, Naguira, a uma distância aproximada de seis estádios do rio Senegal e que talvez seja a atual cidade mauritana de Tagante. Junto à costa do Atlântico coletavam grandes quantidade de âmbar cinza e capturavam enormes tartarugas marinhas para se alimentar. Na ilha de Aulil, não muito longe do continente, eram detentores de um famoso depósito de sal. Como o geógrafo Alidrissi situa essa ilha a uma majra da foz do Senegal,[a]  não pode se tratar, apesar de assim sugerido, da ilha de Arguim ou da ilha de Tidra, sendo mais provável que Aulil fosse a atual Inuolalane, localizada entre Nuaquechote e São Luís.

## História
No começo do século XI, a supremacia sobre os sanhajas do deserto foi mantida pelos chefes dos lantunas. Próximo a 1034, foi o chefe judala Iáia ibne Ibraim que deteve tal posição. Ao retornar de uma peregrinação para Meca (haje), trouxe consigo de Suz, para converter os sanhajas ao islamismo, o famoso Abedalá ibne Iacine, que inaugurou o movimento almorávida. Após a morte de Iáia ibne Ibraim, a supremacia retornou aos lantunas, na pessoa de Iáia ibne Omar Alantuni e então para seu irmão Abu Becre. Desde então os judalas não mais fizeram causa comum com o movimento almorávida, no qual os lantunas e massufas tomaram parte. Após a expedição contra Sijilmassa, retiraram-se de seu território no Saara, onde lutaram às vezes com os negros, às vezes com aqueles entre os lantunas que permaneceram ali. Na segunda metade do século XIV, ibne Caldune situou-os imediatamente ao sul de Saguia Alhamra, em contato com os nômades árabes daus-haçanitas do grupo dos maquis. Depois, os judalas avançaram em direção ao sul e ocuparam a atual Mauritânia, mas desaparecem da história nesse ponto. Seu nome aparece hoje apenas em frações muito pequenas de judalas, no norte, em Tiris Zemur, e em Bracna, no sul.
De acordo com um estudo de 1985 sobre a história da África Ocidental, a área ao longo de ambos os lados da foz do rio Senegal era controlada pelos judalas. Eles extraíam sal dos depósitos da ilha de Aulil (no antigo Reino de Ualo), ao longo da costa, ao norte da foz do Senegal, e controlavam uma rota comercial costeira que ligava a região ao sul do Marrocos. O território judala fazia fronteira com o território de Tacrur, e as caravanas judalas comercializavam o sal extraído em Aulil ao longo da margem norte do Senegal.